# Kobuk (Alaska)
Kobuk ist ein Ort mit dem Status einer City im Northwest Arctic Borough in Alaska. Das U.S. Census Bureau hatte bei der Volkszählung 2020 eine Einwohnerzahl von 191 ermittelt. Das Eskimo-Dorf liegt im Inupiaq-Sprachenraum.

## Geographie
Kobuk befindet sich im Nordwesten von Alaska südlich der Brookskette am rechten Flussufer des Kobuk River. Etwa 14 km flussaufwärts mündet der Kogoluktuk River in den Kobuk River. Der 40 m hoch gelegene Ort liegt knapp 250 km östlich vom Verwaltungszentrum Kotzebue. Ein nahe gelegener Ort ist Shungnak, 11 km westsüdwestlich. Kobuk verfügt über einen Flugplatz.

## Geschichte
Das Dorf wurde um das Jahr 1899 unter dem Namen „Shungnak“ als Versorgungspunkt für die Bergbauaktivitäten in den weiter nördlich gelegenen Cosmos Hills gegründet. Aufgrund des Vorhandenseins eines Handelspostens, einer Schule und einer Friends Mission entwickelte sich der Ort um das Jahr 1910 zu einer Eskimo-Siedlung. Die Erosion am Flussufer führte dazu, dass die meisten Bewohner eine neue Siedlung am Standort des heutigen Shungnak gründeten. Da der neue Ort Shungnak hieß, änderten die verbliebenen Bewohner 1928 den Ortsnamen zu „Kobuk“. Im Jahr 1939 lag die Bevölkerungszahl bei 31, im Jahr 1950 bei 38. Kobuk erhielt im Jahr 1973 den Status einer „City“.

## Demografie
Zum Zeitpunkt der Volkszählung im Jahre 2020 (U.S. Census 2020) hatte Kobuk 191 Einwohner auf einer Landfläche von 40,16 km². Von den Einwohnern waren 20 Weiße, einer afrikanisch-amerikanischer sowie 160 amerikanisch-indianischer Abstammung.
Beim Census im Jahr 2000 wurden 109 Einwohner gezählt, 2010 waren es 151.